# Suionen
Die Suionen (auch Suonen, Sueonen, Sweonen, Swionen oder Svionen; lateinisch Suiones) waren ein von dem römischen Historiker und Ethnographen Cornelius Tacitus im 1. Jahrhundert erwähntes nord germanisches bzw. nordeurasisches Volk. Tacitus nannte sie in seiner Germania im Zusammenhang mit den Sueben und Sithonen. Tacitus’ geographische Angaben lassen sich jedoch nur schwer mit späteren Überlieferungen von den Svear bzw. den Schweden in Einklang bringen.

„Hierauf der Suionen Staaten, für sich im Ocean, nebst Mannschaft und Waffen durch Flotten mächtig. Die Gestalt ihrer Schiffe ist dadurch eigen, daß ein Vordertheil an beiden Enden die zur Landung stets bereite Stirne bietet. Sie werden nicht mit Segeln bedient und haben ihre Ruder nicht in einer Reihe den Norden angefügt: ein loses Ruderwerk, wie auf manchen Flüssen, und nach Erforderniß von beiden Seiten wechselbar. Bei ihnen hat auch das Vermögen Ehre, und darum ist nur Einer Herr, mit durchaus keinen Ausnahmen, bei unwiderruflichem Rechte auf Gehorsam, Auch sind die Waffen nicht, wie bei den andern Germanen, in Jedes Hand, sondern verschlossen unter einem Wächter und zwar einem Sklaven, weil plötzlichen Einbruch des Feindes der Ocean wehrt, ruhende Hände der Bewaffneten überdieß leicht ausgelassen sind. Und in der That, weder Adelige noch Freigeborene noch Freigelassene über die Waffen zu setzen, ist eines Königs vortheilhafte Rechnung. Ueber die Suionen hinaus ist ein anderes Meer, träge und fast bewegungslos, welches den Erdkreis umgibt und umschließt, wie daraus glaubwürdig ist, daß dort der letzte Glanz der eben sinkenden Sonne bis zum Aufgang anhält, so hell, daß er die Sterne bleicht. Daß überdieß ein Schall der emportauchenden gehört, Göttergestalten und ein Strahlenhaupt erblickt werden, fügt der feste Glaube bei. Bis dorthin nur (und wahr ist die Sage) reicht die Natur... Der Suionen Fortsetzung sind die Stämme der Sitonen; im Uebrigen ähnlich, unterscheiden sie sich nur durch das Eine, daß da ein Weib Herr ist; bis so weit sind sie nicht bloß von der Freiheit, sondern auch von der Knechtschaft abgeartet. Hier ist Suevenlandes Ende.“

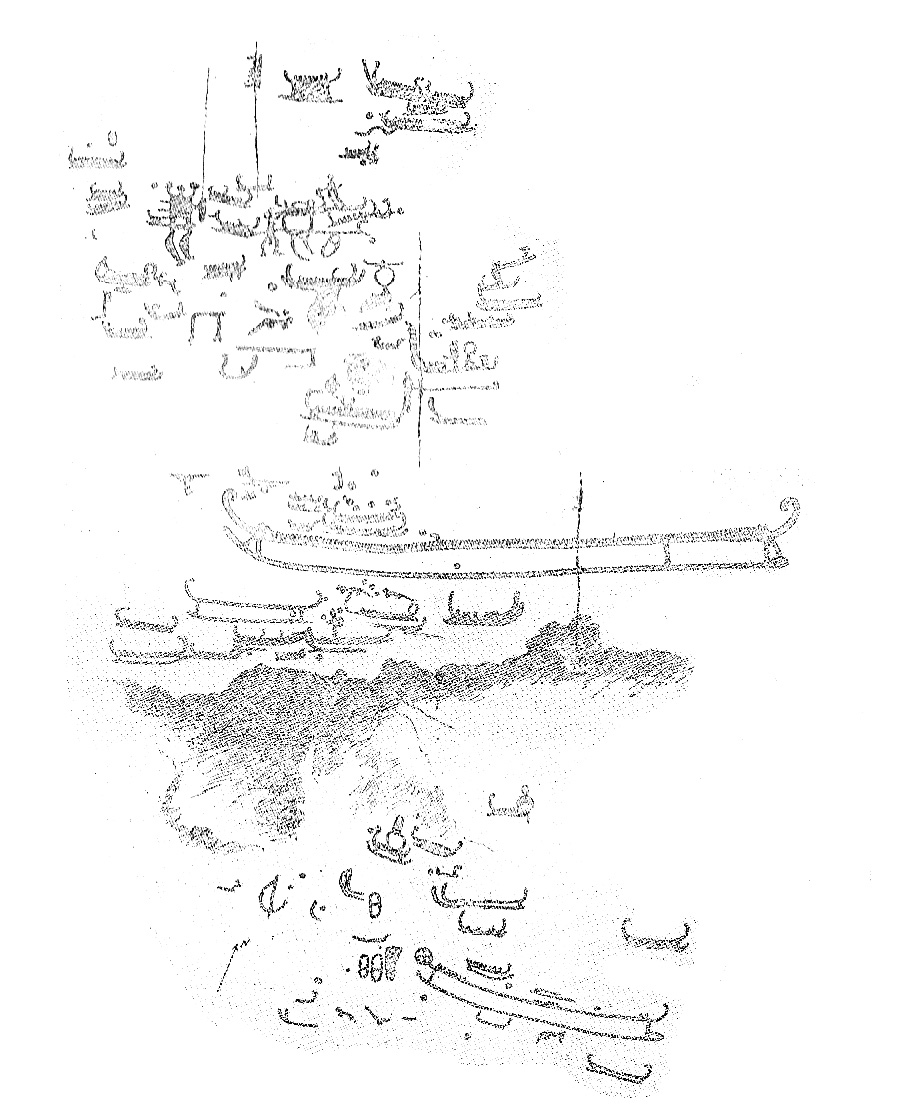
In Schonen gefundene Felszeichnungen eines bronzezeitlichen Seevolkes passen zu Tacitus’ Beschreibungen der Suionen

Eine modernere Übersetzung liest sich folgendermaßen

„Dann kommen, schon im Meere, die Stämme der Suionen; sie haben außer Männern und Waffen auch starke Flotten. Die Gestalt ihrer Schiffe zeichnet sich dadurch aus, daß beide Enden einen Bug haben und stets eine Stirnseite zum Landen bereit ist. Auch benutzen sie keine Segel, noch machen sie Ruder in Reihen an den Schiffswänden fest: lose, wie manchmal auf Flüssen, und je nach Bedarf hier und dort verwendbar ist das Ruderwerk.
Bei den Suionen steht auch Reichtum in Ehren, und deshalb herrscht einer, schon ohne jede Beschränkung, mit unwiderruflichem Anrecht auf Gehorsam. Auch sind die Waffen nicht, wie bei den übrigen Germanen, in freiem Gebrauch, sondern eingeschlossen, und zwar unter Aufsicht eines Sklaven. Denn plötzliche Überfälle von Feinden verhindert das Meer; außerdem neigen bewaffnete Scharen im Frieden leicht zu Ausschreitungen. Und wahrhaftig, daß kein Adliger oder Freigeborener die Waffen unter sich habe, ist ein Gebot der königlichen Sicherheit.
Nördlich der Suionen liegt abermals ein Meer, träge und nahezu unbewegt. Daß es den Erdkreis ringsum begrenze und einschließe, ist deshalb glaubwürdig, weil der letzte Schein der schon sinkenden Sonne bis zum Wiederaufgang anhält, und zwar so hell, daß er die Sterne überstrahlt [vgl. Mitternachtssonne]. Die Einbildung fügt noch hinzu, man vernehme das Tönen der emportauchenden Sonne und erblicke die Umrusse der Pferde und das strahlenumkränzte Haupt. Dort liegt - und die Kunde ist wahr - das Ende der Welt...
Den Suionen schließen sich die Stämme der Sitonen an. Im allgemeinen den Suionen ähnlich, unterscheiden sie sich dadurch, daß eine Frau die Herrschaft hat; so tief sind sie nicht nur unter die Freiheit, sondern selbst unter die Knechtschaft hinabgesunken. Hier ist Suebien zu Ende.“

In Schonen, der möglicherweise nach den Suionen benannten Region Südschwedens, wurden Felsritzungen der Bronzezeit gefunden, die Schiffsbau und Seefahrt zeigen. Dies passt zu Tacitus’ Beschreibung der Suionen als Seevolk. Weiter nördlich hingegen, in das Gebiet der Svear, sind römische Reisende niemals vorgedrungen. Tacitus’ geographische Lokalisierungen und ethnologische Beschreibungen der Suionen konnten nicht verifiziert werden, und ihre Spur verlor sich spätestens seit der Völkerwanderung. Jordanes’ Getica erwähnte stattdessen im 6. Jahrhundert die Suehans im Zusammenhang mit den Goten. Dennoch wurden die Suionen ab dem Mittelalter (u. a. von Adam von Bremen) – mehr als 1.000 Jahre nach Tacitus – zunächst mit den Sueben gleichgesetzt, dann mit den erst nach der Völkerwanderung überlieferten Svear. Diese teilweise noch heute anzutreffende Zuordnung ist seit der Neuzeit ebenso umstritten wie die Gleichsetzung von Goten und Gauten.